# 29 Cygni
Pour les articles homonymes, voir b Cygni.
Désignations
29 Cygni (en abrégé 29 Cyg) est une étoile de cinquième magnitude de la constellation boréale du Cygne. Elle porte également la désignation de Bayer de b3 Cygni ainsi que la désignation d'étoile variable de V1644 Cygni, 29 Cygni étant sa désignation de Flamsteed.

## Environnement stellaire
29 Cygni présente une parallaxe annuelle de 24,55 ± 0,09 mas mesurée par le satellite  Gaia, ce qui permet d'en déduire qu'elle est distante de 40,74 ± 0,15 pc (∼133 al) de la Terre. L'étoile se rapproche du Système solaire à une vitesse radiale héliocentrique de −21 km/s. Elle est membre de l'association d'Argus, un ensemble d'étoiles partageant un mouvement similaire dans l'espace et âgées de 30 à 50 millions d'années.
29 Cygni possède plusieurs compagnons localisés à moins de quatre minutes d'arc dans les catalogues d'étoiles doubles et multiples, incluant l'étoile jaune de septième magnitude HD 192661. Ce sont tous des objets plus lointains qui ne sont pas physiquement associés à 29 Cygni elle-même,. Les étoiles visibles à l'œil nu 27 Cygni et 28 Cygni, distantes respectivement d'environ un et deux degrés, sont également situées à des distances différentes.

## Propriétés
29 Cygni est une étoile blanche de la séquence principale de type spectral A2 V. C'est une variable de type δ Scuti, ainsi qu'une  étoile chimiquement particulière de type Lambda Bootis, et la première parmi ce type d'étoiles à avoir été classée comme une variable pulsante. Ses variations apparaissent être multi-périodiques avec une faible amplitude de variation de seulement 0,02 magnitude et une période dominante de 39 minutes. Un champ magnétique lui a été détecté avec un champ quadratique moyen de (194,5 ± 230,7) × 10−4 T. L'étoile possède une vitesse de rotation modérée, montrant une vitesse de rotation projetée de 65 km/s. Elle est environ deux fois plus massive que le Soleil, elle est 25 fois plus lumineuse que le Soleil et sa température de surface est d'environ 8 790 K.

## Système planétaire
En 2022, une exoplanète superjovienne désignée HIP 99770 b (ou 29 Cygni b) a été découverte par imagerie directe et par astrométrie. Sa classe spectrale est comprise entre L7 et L9,5, ce qui correspond à une température de surface de 1 400 ± 100 K.
| Planète | Masse            | Demi-grand axe (ua) | Période orbitale (jours) | Excentricité    | Inclinaison | Rayon |
| ------- | ---------------- | ------------------- | ------------------------ | --------------- | ----------- | ----- |
| b       | 13,9+6,1 −5,1 MJ | 16,9+3,4 −1,9       | 11 900+3 800 −1 200      | 0,25+0,14 −0,16 | 148+13 −11° |       |